# Влада Здравка Кривокапића
Влада Здравка Кривокапића била је 42. влада Црне Горе. Изабрана је 4. децембра 2020. године већином гласова у Скупштини Црне Горе. Предсједник владе био је Здравко Кривокапић док су технократску владу чинили независни стручњаци и Уједињена реформска акција, а подржавали је Демократски фронт (Нова српска демократија, Демократска народна партија, и Покрет за промјене), Демократска Црна Гора, Социјалистичка народна партија, Демос, Права Црна Гора, и Радничка партија.
Постојала је до 28. априла 2022. године, након што јој је претходно изгласано неповерење. Наследила ју је Влада Дритана Абазовића.

## Формирање владе

### Избори 2020.
Избори су резултирали победом опозиционих партија и падом власти владајућег ДПС-а, који је владао земљом од увођења вишестраначког система 1990. године. Лидери три опозиционе коалиције, За Будућност Црне Горе, Мир је наша нација и Црно на бијело, Здравко Кривокапић, Алекса Бечић и Дритан Абазовић сложили су се да формирају експертску владу и да наставе да раде на процесу приступања Европској унији.

### Формирање већине
Дана 23. септембра, свих 41 посланика три коалиције нове већине у парламенту званично је подржало Здравка Кривокапића за мандатара, као и избор Алексе Бечића за новог предсједника парламента. 30. септембра, Кривокапић је започео почетне разговоре са представницима партија три коалиције, које су формирале парламентарну већину у Црној Гори о формирању нове владе. Кривокапић је 8. октобра формално постао кандидат за премијера након што му је председник Ђукановић доделио мандат за формирање нове владе.
Мандатар Кривокапић одржао је 30. октобра састанак са лидерима партија нове парламентарне већине, који су потврдили подршку својих партија нове већине Кривокапићевом концепту експертске владе, састављене од независних кандидата. 5. новембра званично је представљен састав нове владе у којој ће број министара у влади бити смањен на 12 због рационализације државне управе, што је за 8 мање него у претходном кабинету, због чега нека одељења су спојена, а нека укинута. Према коначном договору страна које подржавају, нова влада биће ограничена на годину дана, са главним циљевима; борба против корупције и деполитизација јавних институција након 30 година владавине ДПС-а, као и реформа изборних закона, због припреме атмосфере за одржавање нових, „првих поштено организованих“ избора у Црној Гори.
Дана 4. децембра, нову владу изабрали су 41 од 81 посланика и Кривокапић је формално постао Предсједник Владе Црне Горе.

### Изгласавање неповерења
На седници одржаној 4. фебруара 2022. године, Скупштина Црне Горе је изгласала неповерење Влади Здравка Кривокапића. За неповерење је гласало 43 посланика, а против неповерења 11 посланика од укупно 54 посланика који су присуствовали седници приликом гласања.
За неповерење гласали су посланици Демократске партије социјалиста, Социјалдемократске партије Црне Горе, Социјалдемократа Црне Горе, Либералне партије и Уједињене реформске акције. Против су гласали посланици Демократске Црне Горе, посланици Владимир Добричанин и Марко Милачић. Уочи гласања, посланици Демократског фронта и Социјалистичке народне партије, као и посланик Миодраг Лекић, напустили су салу.

## Састав владе
| Ресор                                                | Министар                                             | Министар | Странка   |
| ---------------------------------------------------- | ---------------------------------------------------- | -------- | --------- |
| Предсједник Владе                                    | Професор др Здравко Кривокапић                       |          | Независан |
| Потпредсједник Владе                                 | др Дритан Абазовић                                   |          | УРА       |
| Министарства                                         |                                                      |          |           |
| Министарка просвјете, науке, културе и спорта        | проф. др Весна Братић                                |          | Независна |
| Министар финансија и социјалног старања              | мр Милојко Спајић                                    |          | Независан |
| Министар екологије, просторног планирања и урбанизма | др Ратко Митровић                                    |          | Независан |
| Министар правде, мањинских и људских права           | др Владимир Лепосавић разрешен 17. јуна 2021. године |          | Независан |
| Министар правде, мањинских и људских права           |                                                      |          |           |
| Министарка јавне управе, дигиталног друштва и медија | мр Тамара Срзентић                                   |          | Независна |
| Министар економског развоја                          | мр Јаков Милатовић                                   |          | Независан |
| Министар за капиталне инвестиције                    | Младен Бојанић                                       |          | Независан |
| Министар спољних послова                             | мр Ђорђе Радуловић                                   |          | Независан |
| Министарка одбране                                   | др Оливера Ињац                                      |          | Независна |
| Министар унутрашњих послова                          | мр Сергеј Секуловић                                  |          | Независан |
| Министарка здравља                                   | докторанд. Јелена Боровинић Бојовић                  |          | Независна |
| Министар пољопривреде, шумарства и водопривреде      | мр Александар Стијовић                               |          | Независан |

Такође су оформљене две канцеларије: Канцеларија за људска права и Канцеларија за европске интеграције. 